# 王仁宗
王仁宗（?—?），西夏宰相。
夏崇宗元德五年（1123年），西夏高守忠的后堂生出来灵芝。夏崇宗李乾顺非常高兴，作灵芝歌，让中书省宰相王仁宗一起唱和。